# Yinshania acutangula
Yinshania acutangula är en korsblommig växtart som först beskrevs av Otto Eugen Schulz, och fick sitt nu gällande namn av Yu Hua Zhang. Yinshania acutangula ingår i släktet Yinshania och familjen korsblommiga växter.

## Underarter
Arten delas in i följande underarter:
- Y. a. acutangula
- Y. a. microcarpa
- Y. a. wilsonii